# Sohlmans Klassikerbibliotek
Sohlmans Klassikerbibliotek var en skönlitterär bokserie (Libris 1971879), utgiven av Sohlmans förlag AB. Redaktör för serien var fil. dr Gösta Attorps. Böckerna var inbundna i blå konstskinnband och med blå skyddsomslag. Ändamålet med serien enligt skyddsomslagen: "Sohlmans Klassikerbibliotek vill ge den läsande allmänheten en möjlighet att till överkomligt pris förvärva de bästa och mest representativa verken av berättarkonstens mästare i förstklassiga utgåvor."
| Författare           | Titel                           | Utgivningsår |
| -------------------- | ------------------------------- | ------------ |
| Honoré de Balzac     | Eugénie Grandet                 | 1962         |
| Giovanni Boccaccio   | Noveller ur Decamerone          | 1961         |
| Emily Brontë         | Svindlande höjder               | 1960         |
| Charles Dickens      | David Copperfield, 2 vol        | 1969         |
| Charles Dickens      | Oliver Twist                    | 1970         |
| Charles Dickens      | Pickwickklubben, 2 vol          | 1961         |
| Charles Dickens      | Två städer                      | 1962         |
| Fjodor Dostojevskij  | Döda huset                      | 1960         |
| Gustave Flaubert     | Madame Bovary                   | 1960         |
| Gustave Flaubert     | Salammbô                        | 1969         |
| Anatole France       | Min väns bok                    | 1963         |
| Anatole France       | Sylvestre Bonnards brott        | 1960         |
| Mrs E.C. Gaskell     | Cranford                        | 1960         |
| Victor Hugo          | Ringaren i Notre Dame           | 1962         |
| Jerome K. Jerome     | Tre män i en båt                | 1960         |
| Jack London          | Skriet från vildmarken          | 1969         |
| Edgar Allan Poe      | Sällsamma berättelser           | 1969         |
| Abbé Prévost         | Manon Lescaut                   | 1961         |
| Walter Scott         | Ivanhoe (2 vol)                 | 1962         |
| Henryk Sienkiewicz   | Quo vadis                       | 1969         |
| William M. Thackeray | Fåfänglighetens marknad (2 vol) | 1960         |
| Anton Tjechov        | Noveller                        | 1960         |
| Ivan Turgenev        | Ett adelsbo                     | 1962         |
| Mark Twain           | En yankee vid kung Arthurs hov  | 1962         |
| Mark Twain           | Huckleberry Finns äventyr       | 1960         |
| Voltaire             | Candide                         | 1961         |
| Lewis Wallace        | Ben Hur                         | 1968         |
| Oscar Wilde          | Dorian Grays porträtt           | 1962         |
| Émile Zola           | Nana                            | 1962         |